# 桜キッス
『桜キッス』（さくらキッス）は、河辺千恵子の2006年4月26日に発売された5thシングル。

## 解説
Yun*chiが『アニ*ゆん〜anime song cover〜』(2015年4月15日）で『桜キッス』をカバーする。

## 収録曲
1. 桜キッス
  - 作詞：渡辺なつみ / 作曲：M.RIE
  - 日本テレビ系テレビアニメ『桜蘭高校ホスト部』オープニングテーマ
2. シマウマノヨル
  - 作詞：河辺千恵子 / 作曲：新屋豊
3. 桜キッス (instrumental)
4. シマウマノヨル (instrumental)